# Till Death Do Us Part (Cypress Hill)
Till Death Do Us Part è il settimo album in studio del gruppo musicale statunitense Cypress Hill, pubblicato il 23 marzo 2004 dalla Columbia Records.

## Tracce
1. Another Body Drops – 3:50 (Larry Muggerud, Louis Freese, Senen Reyes)
2. Till Death Comes – 3:30 (Larry Muggerud, Louis Freese)
3. Latin Thugs (featuring Tego Calderon) – 3:46 (Louis Freese, Senen Reyes, Alan Maman, Tego Calderon)
4. Ganja Bus (featuring Damian Marley) – 3:42 (Louis Freese, Senen Reyes, Anthony Kelly, Damian Marley)
5. Busted in the Hood – 4:03 (Larry Muggerud, Louis Freese, Adam Horovitz, Joseph Simmons, Darryl McDaniels, Rick Rubin)
6. Money – 3:33 (Larry Muggerud, Louis Freese, Senen Reyes)
7. Never Know – 3:14 (Larry Muggerud, Louis Freese)
8. Last Laugh (featuring Prodigy and Twin) – 3:42 (Larry Muggerud, Louis Freese, Senen Reyes, Albert Johnson, Jamal Abdul Raheem, Janie Bradford, Gloria Jones)
9. Bong Hit – 1:20 (Larry Muggerud)
10. What's Your Number? (featuring Tim Armstrong) – 3:50 (Larry Muggerud, Louis Freese, Paul Simonon)
11. Once Again – 3:48 (Larry Muggerud, Louis Freese)
12. Number Seven – 0:50 (Larry Muggerud)
13. One Last Cigarette – 2:46 (Larry Muggerud, Louis Freese, Piero Piccioni)
14. Street Wars – 2:42 (Larry Muggerud, Louis Freese)
15. Till Death Do Us Part – 3:54 (Louis Freese, Fred Nassar)
16. Eulogy – 1:08 (Larry Muggerud, Louis Freese)

## Formazione
Gruppo
- B-Real – rapping
- Sen Dog – rapping
- Larry Muggerud – Technics SL-1200, campionatore

Altri musicisti
- Mike Sims – basso, chitarra, tastiera
- Reggie Stewart – basso, chitarra
- Tim Burton – sassofono
- Rogelio Lozano – chitarra, programmazione
- Scott Abels – batteria
- Traci Nelson – voce
- Tego Calderón – voce
- Prodigy – voce
- Damian "Junior Gong" Marley – voce
- Al Pahanish – batteria
- Rob Hill – basso, programmazione
- Ray Ramundo – conga
- Dan Boer – tastiera
- Chace Infinite – voce
- Fredwreck – chitarra, tastiera, moog
- Tim Armstrong – chitarra, voce

Produzione
- DJ Muggs – produzione, produzione esecutiva, missaggio
- Tony Kelly – produzione
- The Alchemist – produzione, ingegneria del suono
- Brian "Big Bass" Gardener – mastering
- Rob Hill – missaggio
- Fredwreck – missaggio, produzione
- Robb Episano – assistenza fotografica